# Felonica
Felonica era un municipi situat al territori de la província de Màntua, a la regió de la Llombardia, (Itàlia).
Felonica limitava amb els municipis de Bondeno, Calto, Castelmassa, Ficarolo, Salara i Sermide.
Pertanyia al municipi la frazione de Quatrelle.
El 2017 es fa fusionar amb el municipi de Sermide creant així el nou municipi de Sermide e Felonica.